# Juri Nikolajewitsch Jefremow
Juri Nikolajewitsch Jefremow (russisch Юрий Николаевич Ефремов; * 11. Mai 1937 in Moskau; † 26. August 2019) war ein russischer Astronom.

## Leben
Nach dem Schulabschluss 1955 mit einer Silbermedaille studierte Jefremow in der astronomischen Abteilung der mechanisch-mathematischen Fakultät der Lomonossow-Universität Moskau (MGU). 1960 wurde er wissenschaftlicher Mitarbeiter im Astronomischen Rat der Akademie der Wissenschaften der UdSSR (AN-SSSR, seit 1991 Russische Akademie der Wissenschaften (RAN)). 1967 verteidigte er seine Kandidat-Dissertation über die Basiseigenschaften der klassischen Cepheiden.
1973 wurde Jefremow Mitarbeiter des Sternberg-Instituts für Astronomie (GAISch) der MGU. Unter der Leitung Boris Wassiljewitsch Kukarkins und Pawel Nikolajewitsch Cholopows erstellte er Kataloge der Veränderlichen Sterne, die zum General Catalogue of Variable Stars führten. Er entdeckte die Helligkeitsschwankungen von Quasaren. Er untersuchte die Entwicklung von Sternen und Sterngruppierungen und die Strukturen von Galaxien. Er wurde bekannt durch die Entdeckung der Abhängigkeit der Helligkeitsperioden der Cepheiden von ihrem Alter. Er untersuchte die größeren Gruppierungen junger Sterne, die er Sternkomplexe nannte und die er für Zellen der Sternbildung in riesigen Gaswolken hält. 1983 verteidigte er seine Doktor-Dissertation über Cepheiden und Sterngruppierungen.
1989 wurde Jefremow Leiter der Abteilung für Galaxien und Veränderliche Sterne des GAISch. 2000 wurde er wissenschaftlicher Hauptmitarbeiter des GAISch. Er ist Autor von etwa 200 wissenschaftlichen Veröffentlichungen. Übersetzt ins deutsche wurde sein populärwissenschaftliches Buch In den Tiefen des Weltalls. Es erschien 1990 in der Serie Kleine Naturwissenschaftliche Bibliothek vom Springer Verlag.
Jefremow war Vizechefredakteur des Bulletins In Verteidigung der Wissenschaft der auf Initiative Witali Lasarewitsch Ginsburgs 1998 gegründeten Kommission der RAN für den Kampf gegen Unwissenschaftlichkeit und Fälschungen. Er veröffentlichte in den Massenmedien eine Reihe von Artikeln gegen die Neue Chronologie Anatoli Timofejewitsch Fomenkos und Gleb Wladimirowitsch Nossowskis. Er hält die Existenz außerirdischer Zivilisationen für möglich und glaubt an die Möglichkeit der Kontaktaufnahme in absehbarer Zukunft. Er war Mitglied der Internationalen Astronomischen Union (IAU). Er war ein Verfechter des Szientismus.
Jefremows Namen trägt der Asteroid (12975) Efremov.

## Preise
- Lomonossow-Preis der MGU (1996)
- Preis der Astronomischen Gesellschaft der UdSSR (1996 zusammen mit Anatoli Wladimirowitsch Sassow und A. T. Tschernin) für eine Reihe von Untersuchungen von Sternkomplexen in Galaxien